# Lurcy-le-Bourg
Lurcy-le-Bourg és un municipi francès, situat al departament del Nièvre i a la regió de Borgonya - Franc Comtat. L'any 2007 tenia 303 habitants.

## Demografia

### Població
El 2007 la població de fet de Lurcy-le-Bourg era de 303 persones. Hi havia 136 famílies, de les quals 52 eren unipersonals (8 homes vivint sols i 44 dones vivint soles), 44 parelles sense fills, 28 parelles amb fills i 12 famílies monoparentals amb fills.
La població ha evolucionat segons el següent gràfic:
Habitants censats

### Habitatges
El 2007 hi havia 221 habitatges, 140 eren l'habitatge principal de la família, 57 eren segones residències i 24 estaven desocupats. 220 eren cases i 1 era un apartament. Dels 140 habitatges principals, 119 estaven ocupats pels seus propietaris, 18 estaven llogats i ocupats pels llogaters i 3 estaven cedits a títol gratuït; 1 tenia una cambra, 9 en tenien dues, 22 en tenien tres, 30 en tenien quatre i 78 en tenien cinc o més. 102 habitatges disposaven pel capbaix d'una plaça de pàrquing. A 52 habitatges hi havia un automòbil i a 67 n'hi havia dos o més.

### Piràmide de població
La piràmide de població per edats i sexe el 2009 era:
| Homes | Edats   | Dones |
| ----- | ------- | ----- |
| 4     | 95 o +  | 0     |
| 4     | 90 a 94 | 16    |
| 8     | 85 a 89 | 20    |
| 16    | 80 a 84 | 8     |
| 40    | 75 a 79 | 32    |
| 28    | 70 a 74 | 40    |
| 36    | 65 a 69 | 52    |
| 20    | 60 a 64 | 24    |
| 28    | 55 a 59 | 16    |
| 56    | 50 a 54 | 40    |
| 24    | 45 a 49 | 32    |
| 28    | 40 a 44 | 40    |
| 28    | 35 a 39 | 4     |
| 52    | 30 a 34 | 40    |
| 20    | 25 a 29 | 48    |
| 24    | 20 a 24 | 36    |
| 20    | 15 a 19 | 24    |
| 4     | 10 a 14 | 16    |
| 16    | 5 a 9   | 16    |
| 28    | 0 a 4   | 28    |

## Economia
El 2007 la població en edat de treballar era de 185 persones, 117 eren actives i 68 eren inactives. De les 117 persones actives 104 estaven ocupades (58 homes i 46 dones) i 12 estaven aturades (6 homes i 6 dones). De les 68 persones inactives 38 estaven jubilades, 12 estaven estudiant i 18 estaven classificades com a «altres inactius».

### Ingressos
El 2009 a Lurcy-le-Bourg hi havia 140 unitats fiscals que integraven 300 persones, la mediana anual d'ingressos fiscals per persona era de 16.329,5 €.

### Activitats econòmiques
Dels 5 establiments que hi havia el 2007, 1 era d'una empresa de fabricació d'altres productes industrials, 1 d'una empresa de transport, 2 d'empreses d'hostatgeria i restauració i 1 d'una empresa de serveis.
Dels 2 establiments de servei als particulars que hi havia el 2009, 1 era una oficina de correu i 1 taller de reparació d'automòbils i de material agrícola.
L'any 2000 a Lurcy-le-Bourg hi havia 16 explotacions agrícoles que ocupaven un total de 1.510 hectàrees.

## Equipaments sanitaris i escolars
El 2009 hi havia una escola elemental integrada dins d'un grup escolar amb les comunes properes formant una escola dispersa.

## Poblacions més properes
El següent diagrama mostra les poblacions més properes.